# Nicoletta Simeone
Nicoletta Simeone (Napoli, 23 marzo 1965) è una conduttrice radiofonica italiana.

## Carriera
Si laurea in Giurisprudenza svolgendo poi due anni di pratica presso uno studio legale di Bologna. Ma la passione per la radio ha la meglio e dal 1986 conduce programmi radiofonici in varie emittenti dell'Emilia-Romagna. Comprende che la radio possa per lei diventare una professione durante un colloquio in uno studio di registrazione spot.

### L'esperienza a Radio Bruno
Il titolare dello studio Paolo Balestri, che alternava questa attività a quella di speaker radiofonico a Radio Bruno di Carpi (Provincia di Modena), vede in lei il talento della speaker e la porta così in radio. Dopo alcune dirette di prova in occasione di particolari eventi, tra cui il Motor Show, e durante le feste di Natale, Nicoletta conduce fino all'estate  prima la fascia serale e successivamente la fascia che va dalle 13 alle 16, sempre insieme a Robby Mantovani.

### Il salto a RTL Bologna e Radio Capital
Nel 1999 torna nel capoluogo emiliano e svolge il ruolo di conduttrice e giornalista presso l'emittente RTL Bologna. Nel 2000 viene chiamata dal direttore artistico Carlo Mancini a Radio Capital, dove inizialmente occupa la fascia notturna, per poi condurre ininterrottamente per sei anni "Il caffè di Radio Capital" dalle 6 alle 9 di mattina.
Nel maggio 2007 con l'avvento alla direzione di Radio Capital di Linus tutto il palinsesto viene stravolto e Nicoletta viene spostata dalle 9 alle 12, con la collega Isabella Eleodori. Tra la fine di giugno e i primi di agosto molti speaker, tra cui Nicoletta,  vengono sostituiti.

### L'arrivo in Rai
Nicoletta viene quindi contattata da Radio 2 per condurre la trasmissione Grazie per averci scelto. La trasmissione, che inizialmente doveva durare solo 3 mesi, prosegue invece per 3 anni e nel 2009 si aggiudica la Grolla d'oro come Migliore Programma Radiofonico dell'anno. Nel 2010 "Grazie per averci scelto" chiude improvvisamente a causa di problemi tra il collega e componente della Gialappa's Band, Marco Santin e il nuovo direttore di Radio 2, Flavio Mucciante.
Dall'inizio della stagione autunnale 2010/2011, con la chiusura di Grazie per averci scelto, inizia la conduzione di un nuovo programma, chiamato NosTress, insieme a Massimo Cervelli e Joe Violanti in onda dal lunedì al venerdì tra le 6:00 e le 7:15.
Nell'estate del 2011 e a luglio 2012 conduce la trasmissione Brave ragazze affiancando Federica Gentile dalle 16:00 alle 17:00.
Nell'estate 2017, su Rai Radio 2, conduce "Radio2ComeVoi" con Antonello Piroso, sostituendo Camila Raznovich che ha condotto la stessa trasmissione nell'edizione invernale. Successivamente, a ottobre 2017, passa a Rai Radio 1 per condurre "Tre di Cuori" con Claudio Sabelli Fioretti e Adriano Panatta. Il programma va in onda fino al giugno 2018.
Dal 24 settembre 2023 torna su Rai Radio 2 affiancando Paola Perego e Adriano Panatta al timone di Touche